# Субчетате (Харгіта)
Субчетате (рум. Subcetate) — село у повіті Харгіта в Румунії. Адміністративний центр комуни Субчетате.
Село розташоване на відстані 273 км на північ від Бухареста, 61 км на північний захід від М'єркуря-Чука, 139 км на схід від Клуж-Напоки, 134 км на північ від Брашова.

## Населення
За даними перепису населення 2002 року у селі проживали 1388 осіб.
Національний склад населення села:
| Національність | Кількість осіб | Відсоток |
| -------------- | -------------- | -------- |
| румуни         | 1319           | 95,0%    |
| угорці         | 54             | 3,9%     |
| цигани         | 12             | 0,9%     |

Рідною мовою назвали:
| Мова      | Кількість осіб | Відсоток |
| --------- | -------------- | -------- |
| румунська | 1329           | 95,7%    |
| угорська  | 57             | 4,1%     |